# 18 Pułk Piechoty (PSZ)
18 Pułk Piechoty (18 pp) – oddział piechoty PSZ W ZSRR.

## Formowanie i zmiany organizacyjne
18 pułk piechoty został sformowany 11 września 1941 roku w Tockoje, początkowo jako 1 pułk marszowy. Wchodził w skład 6 Lwowskiej Dywizji Piechoty. Na dowódcę pułku wyznaczony został ppłk Jan II Lachowicz. W połowie listopada 1941 roku w pułku wystąpiły pierwsze przypadki zachorowania na tyfus plamisty, na skutek wprowadzonych reżymów sanitarnych w tym kwarantanny wstrzymano rozprzestrzenianie się epidemii. Umundurowanie zimowe z dostaw brytyjskich pułk otrzymał dopiero na koniec listopada 1941 roku. Nie otrzymał natomiast broni, jedynie do zadań służby wartowniczej i podstawowego szkolenia wypożyczono z pułków 5 DP niewielkie ilości uzbrojenia. W dniach 28 I i 4 II 1942 r. 18 pułk piechoty przewieziony został transportem kolejowym do  Czirakczi w Uzbeckiej SRR, podróż do nowego garnizonu trwała 10 dni. W nowym garnizonie prowadzone było szkolenie i trwały zmagania z fatalnymi warunkami sanitarno-żywnościowymi. Od 20 VIII 1942 roku pułk został przetransportowany do Bazy Ewakuacyjnej w Krasnowodzku i następnie drogą morską ewakuowany do Pahlevi w Iranie, skąd po kwarantannie sanitarnej i umundurowaniu w tropikalne sorty przetransportowany został od 5 IX transportem samochodowym do Iraku do obozu w Khanaqinu, a następnie do Quizil Ribat w dniu 19 X 1942 roku. Do pułku zaczęło napływać uzbrojenie i wyposażenie, rozpoczęto kursy szkoleniowe. W dniu 30 X 1942 roku 18 pułk piechoty został przeorganizowany w 18 lwowski batalion strzelców.  

## Skład organizacyjny
Organizacyjna 18 pp była wzorowana na etacie wojennym radzieckiego pułku strzelców. Stan liczebny pułku wynosił 136 oficerów i 2694 szeregowców.

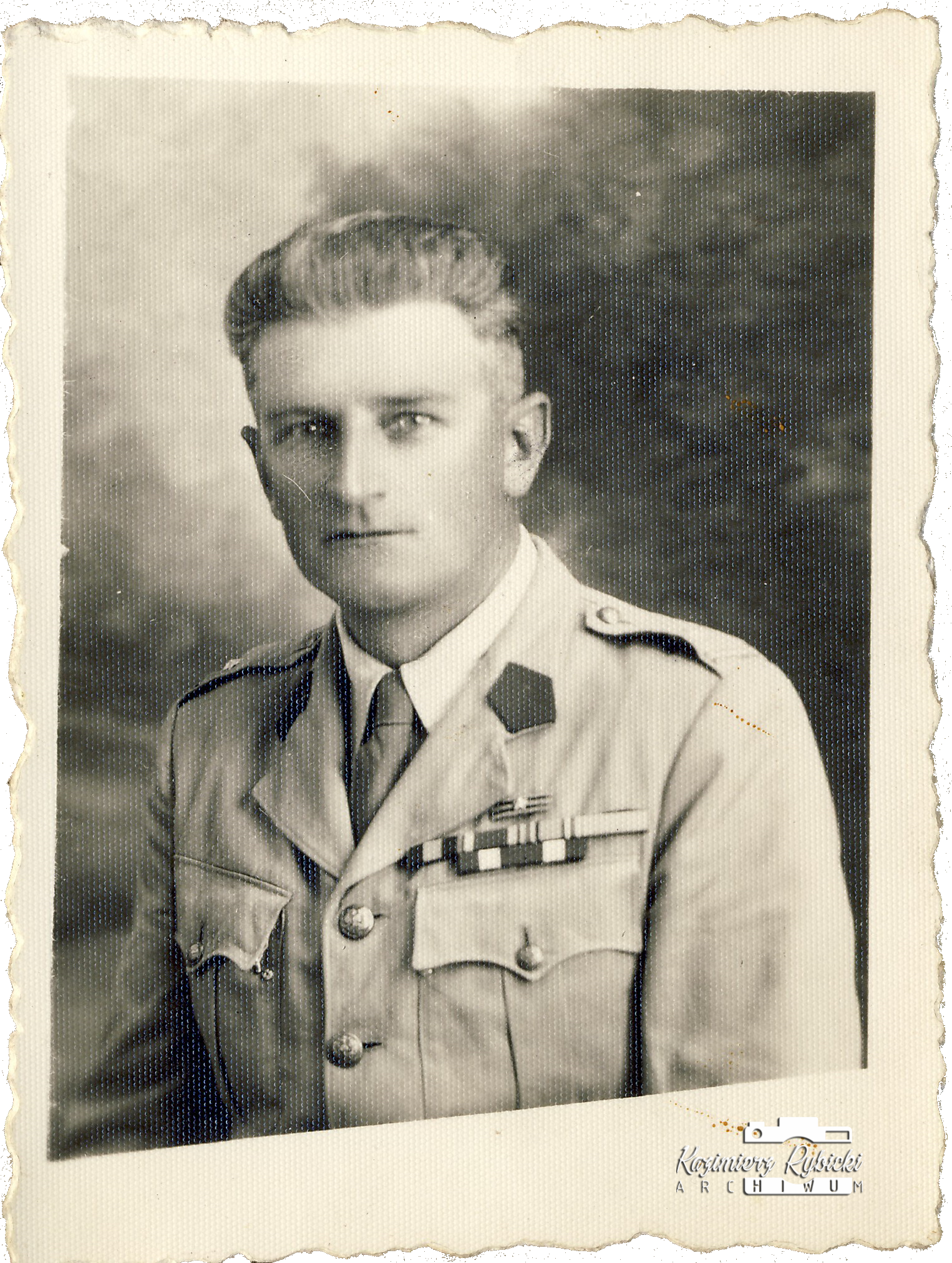
Mjr Kazimierz Zygmunt Rybicki. Powstaniec wielkopolski 1918/1919, żołnierz Wojska Polskiego 1920-1939 oraz Polskich Sił Zbrojnych na Zachodzie 1941-1945. Od 7 X 1941 do 9 I 1942 r. był zastępcą dowódcy 18 pp.

Dowództwo i sztab
- pluton sztabowy
- kompania łączności
- 3 bataliony piechoty
  - 3 kompanie piechoty a. 3 plutony
  - pluton moździerzy 82 mm
  - kompania ckm
- bateria armat 76 mm
- bateria armat 45 mm
- pluton moździerzy 120 mm
- Mjr Kazimierz Zygmunt Rybicki. Powstaniec wielkopolski 1918/1919, żołnierz Wojska Polskiego 1920-1939 oraz Polskich Sił Zbrojnych na Zachodzie 1941-1945. Od 7 X 1941 do 9 I 1942 r. był zastępcą dowódcy 18 pp.kompania km plot
- kompania saperów
- kompania sanitarna
- kompania przewozowa
- pluton przeciwgazowy
- warsztaty techniczne

## Żołnierze pułku
Dowódcy pułku
- ppłk Jan II Lachowicz (11 IX 1941 – 8 IV 1942)[3]
- ppłk dypl. Ludwik Domoń (8 IV – 30 X 1942)[6]

Zastępca dowódcy pułku
- mjr Kazimierz Zygmunt Rybicki (7 X 1941 - 9 I 1942)[8]

Szef sztabu
- mjr Henryk Otton Jiruszka[9]

Dowódcy batalionów
- Dowódca I batalionu – kpt. Stanisław Michał Polinkiewicz[9]
- Dowódca II batalionu – kpt. Józef Pittner[9]
- Dowódca III batalionu – kpt. Jan Góra[9]